# KEYBOARDMANIA

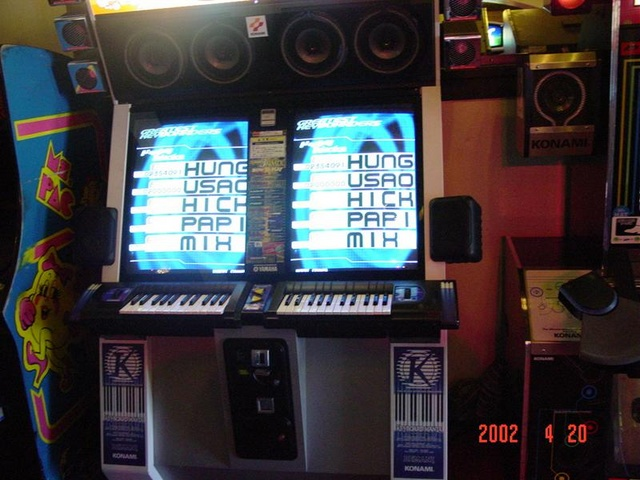
KEYBOARDMANIA 3rdMIX 筐体

『KEYBOARDMANIA』（キーボードマニア）は、2000年2月にBEMANIシリーズの第6弾としてコナミ（現・コナミデジタルエンタテインメント）より発売された音楽ゲーム。その名の通り、キーボードを演奏するものである。キーマニおよびKMと呼ばれることもある。

## 概要
『GUITARFREAKS』、『drummania』と同様に実際の楽器をモチーフとした音楽シミュレーションゲームで入力デバイスにはヤマハ製の2オクターヴのキーボードを搭載する。
KEYBOARDMANIA 3rdMIXでは、GUITARFREAKS 5thMIX、drummania 4thMIXとのセッションが可能となっている。（マルチセッションGDKも参照）演出面においては、上記二機種とは異なりサイバーなイメージとなっている。元々、pop'n musicの新作として開発していたこともあり、類似する部分がある。
アジアをはじめ、海外でも発売されており、ほとんどの地域では名称は"KEYBOARDMANIA"のままであるが、韓国では"KEYBOARDHEAVEN"（キーボードヘブン）に名称を変更して発売されていた。
初心者はもとより鍵盤楽器の演奏に素養がないプレーヤーにとってはハードルが高く、3rdMIXをもって完結したが、本作の楽曲が他のBEMANIシリーズに移植されるようになった。
続編が止まったのちも公式サイトはそのまま維持されたが、2013年2月をもって閉鎖された。
2017年7月には同じく鍵盤楽器を模したゲーム『ノスタルジア』が新たに稼働している。

## 基本ルール
2オクターブ（24鍵）とホイールを用いて演奏し、規定数の曲をこなすのが目的。2オクターブ（24鍵）は鍵盤楽器ではかなり少ない部類に入るが、音楽ゲームとしては破格のレーン数を誇っている。
画面上部から落ちてくるノート（オブジェ）が画面下部の赤いラインに重なった時に、対応したデバイスを操作する（押す、あるいは倒す）ことで、そのタイミングの正確さに応じて「GREAT・GOOD・MISS」の3段階の判定がなされる。また、ビーム状に伸びている「ロングノート」と呼ばれる押しっぱなしのオブジェはビームが伸びている間押しっぱなしにする必要があり、押し始めと離したときに判定がある。また判定基準の幅も曲により異なっており、一定しない。
ステージクリアの条件は曲が終了時に、画面に表示されている「グルーヴゲージ」が一定量に達していることで、これは演奏の判定がGOOD以上であれば上昇、MISSであれば下降する。曲終了時に満たない場合、もしくはゲージが0になった時点でゲームオーバーとなる（コンティニューは可能）。規定のステージ数をこなすことでゲームクリアとなる。

## プレイオプション
本シリーズの作品をプレイするにあたり、使用可能なオプションについて解説する。
プレイオプションについては原則としてゲーム開始時、タイトル画面表示中に行う形となる。
MIRROR
オブジェクトの配列がホイールを除いて左右反転する。
HI-SPEED
譜面の速度が速くなるモード。ノートの間隔も変わるため、曲そのものの速度には影響しない。
倍率を1x～4xまで変更可能。
DOUBLE
2人用の譜面を1人でプレイするモード。
HIDDEN（2ndMIX以降）
譜面の途中でノートが消えるモード。記憶力とより正確なリズム感が必要となる。
ANOTHER
一部曲のみ、より難しいANOTHER譜面をプレイすることができる。

## ゲームモード
KEYBOARDMANIA2ndMIX公式サイトより
LIGHT（2ndMIX以降）
半分の1オクターヴ（12鍵盤）で行うモード
LIGHT+（1stではNORMAL）
通常のプレイモード
REAL
実際の譜面に近いプレイスタイルを要求される上級者向けモード。
FREE MODE
ゲームオーバー無しの練習モード。DOUBLEモード時選択できる譜面はLIGHT+,REAL
PRESSURE（2ndMIX以降）
規定の曲順で楽曲を演奏する上級者用モード。グルーヴゲージが100%の状態からスタートし、ステージ終了時に1目盛りでも残っていればクリアとなるが、ゲージは減少するのみで回復は一切しない、特殊なものになる。

## ハードウェア

### システム基板
beatmaniaIII、pop'n music4以降、ParaParaParadiseと同じシステム基板『FireBeat』を使用する。ホイールや鍵盤の付属部品がなくなったら、修理不可能になる。RTC維持のために基板内に電池が含まれており、万が一電池切れを起こしても電池交換をすれば復旧は可能である。

### 家庭用ゲーム版コントローラ
- KEYBOARDMANIA専用コントローラ

PS2版の1stと同梱版として発売。後に単体版が発売される。PS2のボタン数では足りないためUSB接続となる。このため、PS2版は純正のコントローラ(DUALSHOCK 2など)では遊べない。

## 作品リスト

### アーケード
- KEYBOARDMANIA （2000年2月6日稼働）
- KEYBOARDMANIA 2ndMIX （2000年10月6日稼働）
- KEYBOARDMANIA 3rdMIX （2001年3月15日稼働） - 『GF 5th』&『dm 4th』または『GF 6th』&『dm 5th』とのセッションが可能[5]。事実上の最終作で、これ以降新製品は発売されていない。このため、『GF』と『dm』とのマルチセッション対応は最初で最後となった。

### PlayStation 2
- KEYBOARDMANIA （2000年9月21日発売） - アーケード版第1作の移植。
- KEYBOARDMANIA II -2ndMIX & 3rdMIX- （2002年2月28日発売） - アーケード版『2ndMIX』、『3rdMIX』のカップリング。本作よりヤマハのキーボード、シンセサイザーでプレイ可能。

### Windows（PC）
- KEYBOARDMANIA YAMAHA Edition - 日本未発売。Yamaha EZ250i（北米で2003年7月23日発売）に付属。

## 主要アーティスト
- Mr.T
- 村井聖夜
- 古賀博樹
- Q-Mex
- NAHJEE
- 西脇辰也
- 難波弘之
- Fantastic Factory
- dj TAKA
- 久保田修
- 泉陸奥彦
- 小野秀幸
- 佐々木博史
- Jimmy Weckl
- SLAKE（SPARKER名義）